# 嗚呼!!毘沙門高校
『嗚呼!!毘沙門高校』（ああ!!びしゃもんこうこう）は、宮下あきらによる日本の漫画作品。
『週刊少年ジャンプ』（集英社）1981年13号の「第9回愛読者賞挑戦作品第4弾」として掲載された読み切り作品『嗚呼！！毘沙門高校野球部』をベースとして、『週刊少年ジャンプ』1983年4号から同年25号まで連載された。
1983年に集英社漫画文庫版で全3巻が刊行された（当時のジャンプは人気のない作品をジャンプコミックス版ではなくジャンプスーパーコミックス版や集英社漫画文庫版で出す傾向があった）。2012年に電子書籍版で全巻が復刻されている。

## あらすじ
野球部編

柔道部編

ゴルフ編

マラソン編

ボクシング編

完結編

## 登場人物
修羅三四郎（しゅら さんしろう）
本作の主人公。
後藤広喜（ごとう こうき）
毘沙門村の村長。
松下吉蔵（まつした よしぞう）
毘沙門村の駐在。
山田飛丸（やまだ とびまる）

片桐十兵衛（かたぎり じゅうべえ）

キャッチャー

ドカベソ
毘沙門村一番の怪力。
修羅ミヨ（しゅら ミヨ）

赤塚茂助（あかつか もすけ）

中旗（なかはた）